# 麥考德斯維爾 (印地安納州)
麥考德斯維爾（英語：McCordsville）是一個位於美國印地安納州漢考克縣的城鎮。

## 人口
根據2010年美國人口普查的數據，麥考德斯維爾的面積為18.15平方千米，當中陸地面積為18.00平方千米，而水域面積為0.15平方千米。當地共有人口4,797人，而人口密度為每平方千米264人。